# トニー・スピナー
トニー・スピナー（Tony Spinner、1963年6月9日 - ）は、アメリカのロックおよびブルースのシンガーにしてギタリストであり、TOTO、ポール・ギルバートとのコラボレーションで最もよく知られている。1999年から2008年の一時的な活動休止までTOTOとツアーを行ったスピナーは、デヴィッド・ペイチによってバックアップ・ギタリストおよびバッキング・ボーカリストとして個人的に選ばれ、元TOTOのメンバーであるジョセフ・ウィリアムズがボーカルを担当していた曲「ストップ・ラヴィング・ユー」でリード・ボーカルを担当した。2010年にTOTOが再結成したときには、ウィリアムズがバンドに復帰している。
2010年秋、トニー・スピナーはポール・ギルバートの『ファズ・ユニヴァース』ヨーロッパ・ツアーに参加した。

## ディスコグラフィ

### リーダー・アルバム
- 『サターン・ブルーズ』 - Saturn Blues (1993年)
- 『マイ'64』 - My. '64 (1994年)
- 『クロスタウン・セッションズ』 - Crosstown Sessions (1996年)
- Chicks And Guitars (2004年)
- 『ライブ・イン・ヨーロッパ』 - Live in Europe (2008年)
- 『ローリン・アンド・タンブリン』 - Rollin´and Tumblin' (2009年)
- 『レア・トラックス』 - Rare Tracks (2011年)
- 『ダウン・ホーム・モジョ』 - Down Home Mojo (2011年)
- 『アース・ミュージック・フォー・エイリアンズ』 - Earth Music for Aliens (2013年)
- 『ラブ・イズ・ジ・アンサー』 - Love Is The Answer (2020年)
- 『オフィシャル・ライブ・ブートレッグ』 - Official Live Bootleg (2022年)

### 参加アルバム
Mark Sallings & Famous Unknowns
- Let It Be Known (1995年)
- Talkin' to Myself (1997年)

TOTO
- 『ライヴ・フィールズ』 - Livefields (1999年)
- 『ライヴ・イン・アムステルダム〜25th Anniversary』 - Live in Amsterdam (2003年)
- 『フォーリング・イン・ビトゥイーン・ライヴ』 - Falling in Between Live (2007年)

ポール・ギルバート
- 『フライング・ドッグ』 - Flying Dog (1998年)
- 『アリゲーター・ファーム』 - Alligator Farm (2000年)
- 『ファズ・ユニヴァース』 - Fuzz Universe (2010年)
- 『ヴィブラート』 - Vibrato (2012年)
- 『ブッこわせるぜ!』 - I Can Destroy (2016年)

Various Artists
- 『L.A.ブルーズ・オーソリティIII』 - L.A. Blues Authority: Hats off to Stevie Ray (L.A. Blues Authority Volume III) (1993年) ※「Empty Arms」で参加
- 『L.A.ブルーズ・オーソリティIV』 - L.A. Blues Authority: Fit For A. King (L.A. Blues Authority Volume IV) (1993年) ※「Down Don't Bother Me」で参加
- Songs from the Better Blues Bureau (1994年) ※「Angeline」で参加
- 『ヴードゥー・クロッシング〜トリビュート・トゥ・ジミ・ヘンドリックス』 - Voodoo Crossing: A Tribute to Jimi Hendrix (2003年) ※「Up From The Skies」で参加